# ريفرسايد (جورجيا)
ريفرسايد (بالإنجليزية: Riverside, Georgia)‏ هي بلدة تقع في مقاطعة كولكويت، جورجيا بولاية جورجيا في الولايات المتحدة. تبلغ مساحتها 0.6 (كم²)، وترتفع عن سطح البحر 85 م، بلغ عدد سكانها 35 نسمة في عام 2010 حسب إحصاء مكتب تعداد الولايات المتحدة .

## وصلات خارجية
- The US50 - Cities and Towns in Georgia State
- Georgia Cities and Towns, Facts, Map, Flag, Colleges, Government, and More